# Милованово (Рязанская область)
Милованово — деревня в Спасском районе Рязанской области. Входит в Кирицкое сельское поселение

## География
Находится в центральной части Рязанской области на расстоянии приблизительно 8 км на юг-юго-восток по прямой от районного центра города Спасск-Рязанский в правобережной части района.

## История
На карте 1850 года показана как поселение с 42 дворами. В 1859 году здесь (тогда деревня Спасского уезда Рязанской губернии) было учтено 50 двора, в 1897 — 82.

## Население
Численность населения: 402 человека (1859 год), 739 (1897), 26 в 2002 году (русские 100 %), 15 в 2010.